# تورنته ۳: محافظ شخصی
تورنته ۳: محافظ شخصی (اسپانیایی: Torrente 3: El protector‎) یک فیلم کمدی سیاه اسپانیایی به کارگردانی سانتیاگو سگورا است که در سال ۲۰۰۵ منتشر شد.

## بازیگران اصلی
- سانتیاگو سگورا
- خاویر گوتیه‌رس آلبارس
- ایوون شو
- تونی لوبلان
- فابیو تستی
- لوسیا لاپیدرا
- کارلوس لاتره

## حضور افتخاری
- الیور استون
- کریس کلمبوس
- کارولا بالستنا
- جان لندیس
- گیرمو دل تورو
- اندرئو بوئنافوئنته
- فرناندو تورس
- ایکر کاسیاس
- ایوان هلگوئرا
- گوتی
- لوئیس فیگو
- بنیسیو دل تورو
- هلگا لینه
- لوسیا لاپیدرا
- تونی لوبلان
- فاری
- ریسیتاس
- دنی مارتین
- ادواردو گومِـس
- ماریسا مِـدینا